# Frank Martin (Eishockeyspieler)
Francis William „Frank“ Martin (* 1. Mai 1933 in Cayuga, Ontario; † 18. Februar 2007 in St. Catharines, Ontario) war ein kanadischer Eishockeyspieler, der im Verlauf seiner aktiven Karriere zwischen 1949 und 1965 unter anderem 292 Spiele für die Boston Bruins und Chicago Black Hawks in der National Hockey League (NHL) auf der Position des Verteidigers bestritten hat. Den Großteil seiner aktiven Laufbahn verbrachte Martin jedoch in der American Hockey League (AHL), wo er 580 Partien für vier verschiedene Teams absolvierte und im Jahr 1959 im AHL Second All-Star Team stand.

## Karriere
Martin verbrachte seine Juniorenzeit zwischen 1949 und 1952 bei den St. Catharines Teepees in der Ontario Hockey Association (OHA), wobei er in dieser Zeit auch Baseball spielte und eine Einladung zum Trainingscamp der Brooklyn Dodgers aus der Major League Baseball (MLB) erhielt. Letztlich blieb der Verteidiger jedoch dem Eishockey treu und bestritt insgesamt 167 OHA-Spiele, in denen er 104 Scorerpunkte sammelte.
Zur Saison 1952/53 wechselte Martin in den Profibereich und absolvierte die Spielzeit sowohl bei den Hershey Bears aus der American Hockey League (AHL) als auch den Boston Bruins aus der National Hockey League. Mit den Bruins erreichte der Rookie im Verlauf der Stanley-Cup-Playoffs 1953 die Finalserie. Die Spielzeit 1953/54 spielte der Defensivakteur dann fest bei Boston in der NHL und erreichte mit 20 Scorerpunkten einen Karrierebestwert, ehe er Anfang Oktober 1954 im Tausch für Murray Costello zum Ligakonkurrenten Chicago Black Hawks transferiert wurde. In Diensten der Black Hawks stand Martin insgesamt drei Spielzeiten und nahm im Jahr 1955 am NHL All-Star Game teil.
Im Mai 1958 wurde der Kanadier nach vier Jahren in der Organisation Chicagos gemeinsam mit Wally Hergesheimer an die Buffalo Bisons abgegeben, nachdem er bereits die gesamte Vorsaison dort verbracht hatte. Im Tausch für ihn und Hergesheimer wechselte Kenny Wharram zu den Black Hawks. Martin verblieb nach dem Wechsel noch zwei weitere Spielzeiten in Buffalo und wurde während dieser Zeit am Ende der Saison 1958/59 ins AHL Second All-Star Team berufen. Im Juli 1960 wurde er an den Ligakonkurrenten As de Québec verkauft. Für das franko-kanadische Franchise war der Abwehrspieler vier Jahre aktiv, gefolgt von einer letzten Saison im Trikot der Cleveland Barons im Spieljahr 1964/65. Im Anschluss an seine achte AHL-Saison in Folge beendete der 32-Jährige seine aktive Karriere.
Martin verstarb im Februar 2007 im Alter von 73 Jahren an den Folgen einer Lewy-Körper-Demenz in St. Catharines in seiner Heimatprovinz Ontario.

## Erfolge und Auszeichnungen
- 1955 Teilnahme am NHL All-Star Game
- 1959 AHL Second All-Star Team

## Karrierestatistik
(Legende zur Spielerstatistik: Sp oder GP = absolvierte Spiele; T oder G = erzielte Tore; V oder A = erzielte Assists; Pkt oder Pts = erzielte Scorerpunkte; SM oder PIM = erhaltene Strafminuten; +/− = Plus/Minus-Bilanz; PP = erzielte Überzahltore; SH = erzielte Unterzahltore; GW = erzielte Siegtore; 1 Play-downs/Relegation; Kursiv: Statistik nicht vollständig)